# Beverly Hills (canción)
«Beverly Hills» es el primer sencillo de Make Believe, quinto álbum de Weezer. Fue lanzado el 29 de marzo de 2005.  La canción cuenta con Stephanie Eitel, de la banda Agent Sparks, haciendo las voces en el estribillo.

## Videoclip
El videoclip, dirigido por Marcos Siega, fue filmado en la Mansión Playboy (que en realidad no está situada en Beverly Hills, sino en el vecino barrio de Holmby Hills), con Hugh Hefner haciendo un cameo al principio.

## Lista de canciones del sencillo
Versión 7 pulgadas
- «Beverly Hills»
- «Butterlfly» (en vivo)

Single europeo
- «Beverly Hills»
- «Island in the Sun» (en vivo)

Single europeo, versión multimedia
- «Beverly Hills»
- «Island in the Sun» (en vivo)
- «Butterfly» (en vivo)
- «Beverly Hills» (CD-ROM track)

## Personal
- Rivers Cuomo – guitarra y voz
- Patrick Wilson – batería
- Brian Bell – guitarra
- Scott Shriner – bajo
- Stephanie Eitel - voces
- Rick Rubin – producción

## Curiosidades
- Esta canción se puede escuchar en el capítulo de la serie Los Simpson llamado "Waverly Hills". En el mismo la familia se muda por un día a este barrio; al llegar, comienza a escucharse esta melodìa en el fondo, con unos ligeros cambios en los acordes de la guitarra por derechos de autor.